# Palácio das Cortes (Madrid)

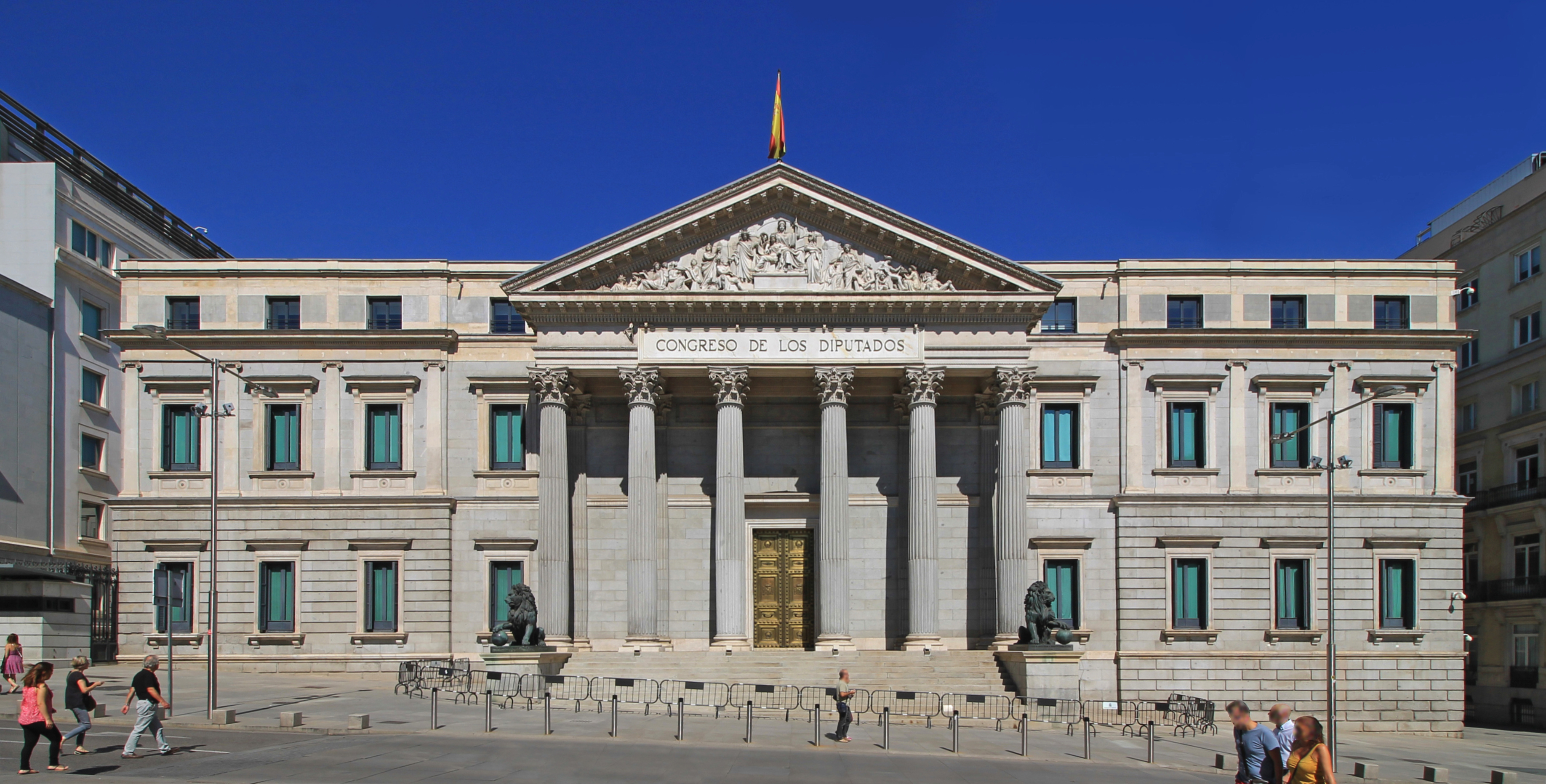
Fachada principal

O Palacio de las Cortes é um edifício em Madrid onde se reúne o Congresso dos Deputados da Espanha. Está localizado na Calle Zorrilla e na Carrera de San Jerónimo, perto do Paseo del Prado. Foi construído por Narciso Pascual Colomer de 1843 a 1850 em estilo neoclássico e é um dos edifícios mais emblemáticos de Madrid do século XIX.